# Ander Puig
Ander Puig Marsol (Barcelona, 2 de julio de 2001) es un actor español principalmente conocido por interpretar al personaje de Nico de la sexta a la octava temporada de la serie de Netflix: Élite.

## Biografía
Nacido en Barcelona en 2001, con 23 años se reconoció como hombre trans. Estudió un grado superior de producción audiovisual en el Centro Villar y dos años de interpretación delante de la cámara en el Estudi Karloff (Gràcia, Barcelona).
Inició su carrera actoral profesional en 2021 en la serie de Movistar Plus+ Los espabilados. Luego consiguió el papel protagonista en la serie web de RTVE Play Ser o no ser.
Posteriormente consiguió un papel en la sexta temporada de Élite, donde interpreta a un hombre trans llamado Nico.

## Filmografía
| Año             | Título          | Personaje                                           | Cadena         | Notas        |
| --------------- | --------------- | --------------------------------------------------- | -------------- | ------------ |
| 2021            | Los espabilados |                                                     | Movistar Plus+ | 7 episodios  |
| 2022 - presente | Ser o no ser    | Joel                                                | Playz          | 12 episodios |
| 2022 - 2024     | Élite           | Nicolás "Nico" Alfonso Fernández de Velasco Viveros | Netflix        | 16 episodios |